# Teófilo Diek
Teófilo Antonio Diek Andon (13 de diciembre de 1987) es un deportista dominicano que compitió en judo. Ganó una medalla de bronce en los Juegos Panamericanos de 2007, y tres medallas de bronce en el Campeonato Panamericano de Judo entre los años 2005 y 2007.

## Palmarés internacional
| Juegos Panamericanos    | Juegos Panamericanos     | Juegos Panamericanos | Juegos Panamericanos |
| Año                     | Lugar                    | Medalla              | Categoría            |
| ----------------------- | ------------------------ | -------------------- | -------------------- |
| 2007                    | Río de Janeiro (Brasil)  | Medalla de bronce    | –100 kg              |
| Campeonato Panamericano |                          |                      |                      |
| Año                     | Lugar                    | Medalla              | Categoría            |
| 2005                    | Caguas (Puerto Rico)     | Medalla de bronce    | –100 kg              |
| 2006                    | Buenos Aires (Argentina) | Medalla de bronce    | –100 kg              |
| 2007                    | Montreal (Canadá)        | Medalla de bronce    | –100 kg              |